# Rondibilis vitticollis
Rondibilis vitticollis es una especie de escarabajo longicornio del género Rondibilis, tribu Acanthocinini, subfamilia Lamiinae. Fue descrita científicamente por Breuning en 1965.
La especie se mantiene activa durante el mes de mayo.

## Descripción
Mide 12 milímetros de longitud.

## Distribución
Se distribuye por Laos.